# American Economic Journal Macroeconomics
L'American Economic Journal: Macroeconomics est une revue d'économie en langue anglaise publiée par l'American Economic Association.
Son premier directeur d'édition est Olivier Blanchard. Il quitte le poste une fois nommé chef économiste du Fonds monétaire international.